# Астрильдик білощокий
Астри́льдик білощокий (Delacourella capistrata) — вид горобцеподібних птахів родини астрильдових (Estrildidae). Мешкає в Західній і Центральній Африці. Це єдиний представник монотипового роду Білощокий астрильдик (Delacourella), названого на честь французько-американського орнітолога Жана Теодора Делакура.

## Опис
Довжина птаха становить 12 см. Лоб, обличчя і щоки білі, верхня частина голови і задня частина шиї сірі. Підборіддя і горло контрастно чорні. Спина, верхні покривні пера крил і крайні другорядні махові пера жовтувато-оливково-зелені, решта махових пер чорнувато-коричневі з жовтувато-оливково-зеленими краями. Центральні стернові пера жовтувато-оливкові, решта стернових пер чорнувато-коричневі з жовтувато-оливковими зовнішніми опахалами. Нижня частина тіла сизувато-сіра, боки яскраво-оранжева-жовті. Очі червонувато-карі, навколо очей сірі кільця, дзьоб сизувато-чорний, ліпи сірувато-тілесного кольору. Виду не притаманний статевий диморфізм.

## Поширення і екологія
Білощокі астрильдики нерівномірно поширені від Гамбії і Гвінеї-Бісау до Південного Судану, Уганди і північного сходу Демократичної Республіки Конго. Вони живуть на узліссях тропічних лісів, на трав'янистих або порослих чагарниками галявинах, в рідколіссях і саванах та в заростях на берегах водойм. Зустрічаються поодинці, парами або невеликими зграйками до 15 птахів. Живляться дрібним насінням і дрібними безхребетними, іноді також ягодами і плодами.
Сезон розмноження у білощоких астрильдиків припадає на другу половину сезону дощів. Ці птахи не в'ють гнізд, а використовують покинуті гнізда інших птахів, зокрема ткачиків і нектарок. В кладці від 3 до 5 білуватих яєць. Інкубаційний період триває приблизно 2 тижні. Насиджують і доглядають за пташенятами і самиці, і самці. Пташенята покидають гніздо через 2 тижні після вилуплення, однак батьки продовжують піклуватися про них ще 3 тижні.